# Асуан
Асуа́н (араб. أسوان‎, Асван; копт. ⲥⲟⲩⲁⲛ (Суан); др.-греч. Συήνη; нубийцы также называют город Диб, что означает «крепость, дворец» и происходит от названия на древненубийском ⲇⲡⲡⲓ.) — город в Египте, административный центр мухафазы Асуан. В древности назывался Сиене (Сиена).
Асуан оживлённый торговый город и туристический центр, расположенный к северу от Асуанской плотины на восточном берегу Нила у первого порога. Современный город расширился и включает в себя бывшую отдельную общину на острове Элефантина. В древности первый порог Нила близ города служил границей между территорией Древнего Египта и Эфиопии.
Город входит в сеть творческих городов ЮНЕСКО в категории ремёсел и народного искусства.

## География
Речной порт расположен на правом берегу реки Нил ниже 1-го порога.
Широта 24°5'23", на которой расположен город, представляла большой интерес для древних географов и математиков. Они верили, что город находится непосредственно под северным тропиком и что в день летнего солнцестояния вертикально расположенный посох не отбрасывает тени. Они отметили, что солнечный диск отражался в глубоком колодце (или яме) в полдень. Это утверждение верно лишь приблизительно; во время летнего солнцестояния тень составляла всего 1/400 от посоха, и поэтому её едва можно было различить, а северная оконечность солнечного диска была бы почти вертикальной. Более 2000 лет назад греческий математик Эратосфен использовал эту информацию для расчёта окружности Земли.

### Климат
В Асуане жаркий пустынный климат (классификация климата Кёппена BWh), как и в остальном Египте. В Асуане и Луксоре самые жаркие летние дни из всех городов Египта. Асуан один из самых жарких, солнечных и сухих городов в мире. Летом средние высокие температуры составляют около +35...+40 °C, а по ночам падает до +25 °C (июнь, июль, август, а также сентябрь), в то время как зимой средние низкие температуры остаются обычно +20…+25 °C, ночью около +10 °C. Лето очень продолжительное и чрезвычайно жаркое, с палящим солнцем, хотя в пустыне сухая жара. Зимы короткие и мягкие, хотя ночи иногда могут быть прохладными.
Асуан, один из самых сухих и жарких населенных пунктов на планете, имеет пустынный тропический климат. В год выпадает всего 1,4 миллиметра осадков (это сопоставимо с количеством осадков, выпадающем при слабом дожде в течение часа). Во многие месяцы дождь никогда не регистрировался. Когда выпадают сильные осадки, как, например, во время дождя и града в ноябре 2021 года, внезапное наводнение может вынудить скорпионов покинуть свои логова и привести к смертельным последствиям. Асуан один из наименее влажных городов на планете, со средней относительной влажностью всего 26%, с максимальным средним значением 42% зимой и минимальным средним значением 16% летом.
Погода в Асуане чрезвычайно ясная и солнечная круглый год, в любое время года, с низкими сезонными колебаниями, с почти 4000 часами солнечного света в год, что очень близко к максимальной теоретической продолжительности солнечного сияния. Асуан одно из самых солнечных мест на Земле.
Рекорды температур: самая высокая температура составила +51 °C, это было 4 июля 1918 года, а самая низкая температура составила -2,4 °C, которая была зафиксирована 6 января 1989 года.
| Показатель                    | Янв. | Фев. | Март | Апр. | Май  | Июнь | Июль | Авг. | Сен. | Окт. | Нояб. | Дек. | Год  |
| ----------------------------- | ---- | ---- | ---- | ---- | ---- | ---- | ---- | ---- | ---- | ---- | ----- | ---- | ---- |
| Абсолютный максимум, °C       | 35   | 38   | 44   | 46   | 51   | 52   | 54   | 53   | 48   | 45   | 42    | 37   | 54   |
| Средний суточный максимум, °C | 24   | 26   | 31   | 35   | 39   | 41   | 41   | 42   | 39   | 36   | 30    | 24   | 34   |
| Средняя температура, °C       | 17   | 19   | 23   | 28   | 32   | 34   | 34   | 35   | 32   | 29   | 24    | 18   | 27,1 |
| Средний суточный минимум, °C  | 10   | 12   | 15   | 21   | 25   | 27   | 27   | 28   | 25   | 22   | 18    | 12   | 20,2 |
| Абсолютный минимум, °C        | −2,4 | 4    | 5,0  | 8    | 13,4 | 19   | 20   | 18   | 16,1 | 12,0 | 6,1   | 3,9  | 2,2  |
| Норма осадков, мм             | 0,1  | 0,0  | 0,5  | 0,2  | 0,2  | 0,0  | 0,0  | 0,0  | 0,05 | 0,3  | 0,05  | 0,1  | 1,5  |
| Источник: pogoda.ru.net       |      |      |      |      |      |      |      |      |      |      |       |      |      |

## История
| s | wn · n | t · niwt |

| s | wn · n | t · niwt |

Асуан это древний город Свенетт, позже известный как Сиена, в древности был пограничным городом Древнего Египта, обращённым на юг. Предполагается, что Свенетт получил своё название от египетской богини Таурт. Эта богиня позже была идентифицирована греками как Илифия, а римлянами как Луцина во время их контроля над Египтом из-за сходной ассоциации их богинь с деторождением, значение которого является «открывающим». Древнее название города также, как говорят, происходит от египетского символа, означающего «торговля» или «рынок».
Поскольку древние египтяне ориентировались на происхождение живительных вод Нила на юге, а Свенетт был самым южным городом страны, Египет всегда задумывался как «открытый» или начинающийся в Свенетте. Город стоял на полуострове на правом (восточном) берегу Нила, непосредственно ниже (к северу от) первого порога Нила. Беспрепятственный путь в дельту Нила был возможен из этого места.
Расположенные здесь каменоломни Древнего Египта славились своим камнем, и особенно гранитной породой, называемой сиенитом. Из них создавали колоссальные статуи, обелиски и монолитные святилища, которые встречаются по всему Египту, включая пирамиды Гизы; следы древних камнетёсов, работавших в них 3000 лет назад, всё ещё видны в местной породе. Они лежат по обоим берегам Нила, и рядом с ними была проложена дорога длиной 6,5 км от Сиены до Филы.
Свенетт был одинаково важен как военная база, так и часть важного пути. При каждой династии это был гарнизонный город, и здесь взимались пошлины и налоги со всех судов, проходящих на юг и север. Около 330 года нашей эры расквартированный здесь римский легион принял епископа из Александрии; позже это место стало коптской епархией Сиены. Город упоминается многочисленными древними писателями, в том числе Геродотом, Страбоном, Стефаном Византийским, Клавдием Птолемеем, Плинием Старшим, Витрувием, и он фигурирует в итинерарии Антонина. Этот город также был упомянут в книге пророка Иезекииля и книге пророка Исаии.

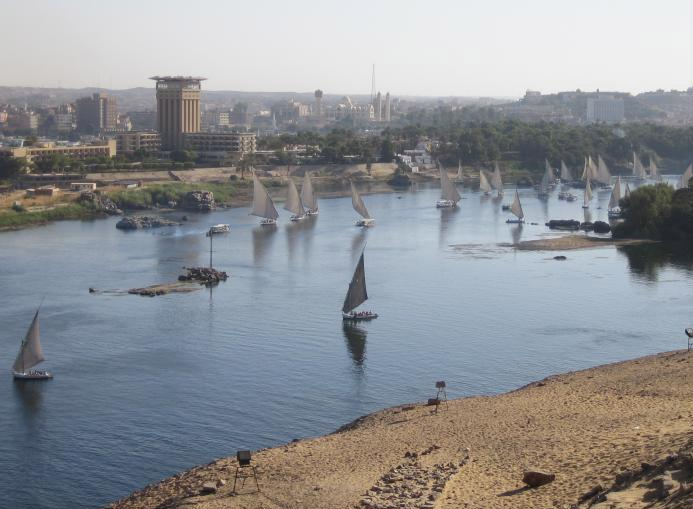
Вид с западного берега Нила, островов и Асуана.

Ширина Нила около Асуана составляет почти 650 метра. От этого пограничного города до северной оконечности Египта река течет более 1200 километра без заграждений или порогов. Путешествие из Асуана в Александрию обычно занимало от 21 до 28 дней при благоприятной погоде.

## Археологические находки
В апреле 2018 года Министерство по делам древностей Египта объявило об обнаружении головы бюста римского императора Марка Аврелия в храме Ком-Омбо во время работ по защите участка от грунтовых вод.
В сентябре 2018 года министр древностей Египта Халед эль-Энани объявил, что в храме Ком-Омбо была обнаружена статуя сфинкса из песчаника. Статуя размером примерно 28 сантиметров в ширину и 38 сантиметров в высоту, вероятно, относится к династии Птолемеев.
Археологи обнаружили 35 мумифицированных останков египтян в гробнице в Асуане в 2019 году. Итальянский археолог Патриция Пьячентини и Эль-Энани сообщили, что гробница, где были найдены останки древних мужчин, женщин и детей, относится к греко-римскому периоду между 332 годом до нашей эры и 395 годом нашей эры. В то время как находки, предположительно принадлежавшие матери и ребёнку, хорошо сохранились, другие подверглись серьёзным разрушениям. Помимо мумий, были обнаружены артефакты, в том числе расписные погребальные маски, вазы с битумом, использовавшиеся при мумификации, керамика и деревянные статуэтки. Благодаря иероглифам на гробнице было обнаружено, что гробница принадлежит торговцу по имени Тьит.
«Это очень важное открытие, потому что мы добавили в историю Асуана кое-что, чего не хватало. Мы знали о гробницах и некрополях, датируемых вторым и третьим тысячелетиями, но мы не знали, где находились люди, жившие в последней части эпохи фараонов. Асуан, расположенный на южной границе Египта, также был очень важным торговым городом», сказал Пьячентини.
В феврале 2021 года археологи из Министерства по делам древностей Египта объявили об открытии храма эпохи Птолемеев, римского форта, ранней коптской церкви и надписи, написанной иератическим шрифтом, на археологическом объекте под названием форт Шиха в Асуане. По словам Мостафы Вазири, разрушающийся храм был украшен резьбой по пальмовым листьям и неполной панелью из песчаника, на которой был изображен римский император. По словам исследователя Абделя Бади, в целом в церкви были печи, которые использовались для выпекания керамики, четыре комнаты, длинный зал, лестница и каменная плитка.
В 2025 году на кладбище около мавзолея Ага-Хана на западном берегу Асуана археологи обнаружили ряд высеченных в скале гробниц времён династии Птолемеев и Римского периода с иероглифическими надписями в хорошем состоянии. В одной из гробниц, расположенной на глубине более 2 метров под землёй, на высеченной в гористой породе платформе стоял саркофаг из известняка высотой около 2 метров с крышкой в форме фигуры человека с ярко выраженными чертами лица, принадлежащий высокопоставленному городскому сановнику. Также в саркофаге находились и другие мумии, в том числе детские.

## Экономика
Имеется железнодорожная станция.
Асуанские плотины — крупнейшие комплексные гидротехнические сооружения в Египте, на реке Нил, близ города Асуана.
Большое значение для экономики всего Египта сыграло сооружение Асуанской ГЭС при технической помощи СССР.
В Асуане расположено командование Южного военного округа сухопутных войск Вооружённых сил Египта.

## Образование
В 1999 году был открыт Университет Южной долины, состоящий из трёх филиалов: Асуана, Кены и Хургады. Университет неуклонно рос и в настоящее время прочно зарекомендовал себя как высшее учебное заведение в Верхнем Египте. Асуанский филиал Университета Асьют открылся в 1973 году.
В Асуане также находится Асуанский высший институт социальной работы, который был основан в 1975 году.

## Транспорт
Через Асуан проходит трансафриканское шоссе Каир-Кейптаун и несколько местных автомобильных дорог. Для перевозки горожан и туристов имеется прокат автомобилей, автобусы и такси (прежде были и рикши).
Город поддерживает железнодорожное сообщение. Асуан обслуживается международным аэропортом Асуан.

## Города-побратимы
У Асуана есть следующие города-побратимы:
1. Сонома (англ. Sonoma), США;

## Достопримечательности
Прямо в городе находятся
- Остров Элефантина
- Ботанический сад
- Дача и мавзолей Ага-Хана
- Гробницы знати
- Развалины монастыря Св. Симеона

Основной путь осмотра городских достопримечательностей — это прогулка по Нилу на фелуке с местным экипажем. Стандартный маршрут фелуки проходит через все указанные места. Для посещения развалин монастыря Св. Симеона предлагается прокат верблюдов недалеко от мавзолея Ага-Хана. Оттуда же можно отправиться в дальний маршрут — к нубийской деревне в пустыне.
В нескольких десятках километров к югу находятся
- Храмы острова Филе
- Асуанские плотины
- Асуанские каменоломни. Достопримечательностью каменоломен является незаконченный обелиск из розового гранита размером более 40 метров.

В 285 км к югу от города (Асуан — ближайший город от этой знаменитой достопримечательности) расположен знаменитый храмовой комплекс Абу-Симбел.

## Фотогалерея

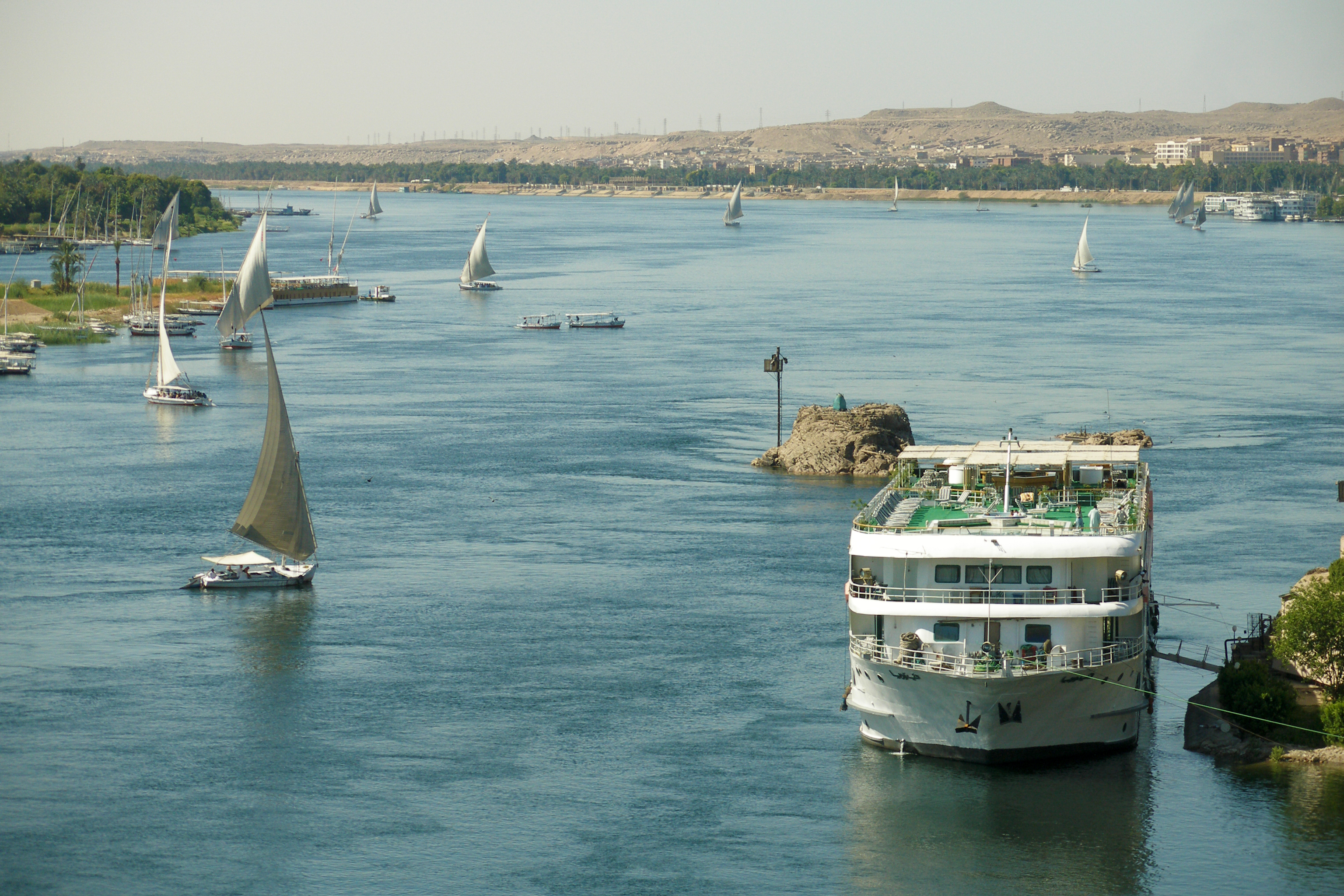
Нил у Асуана
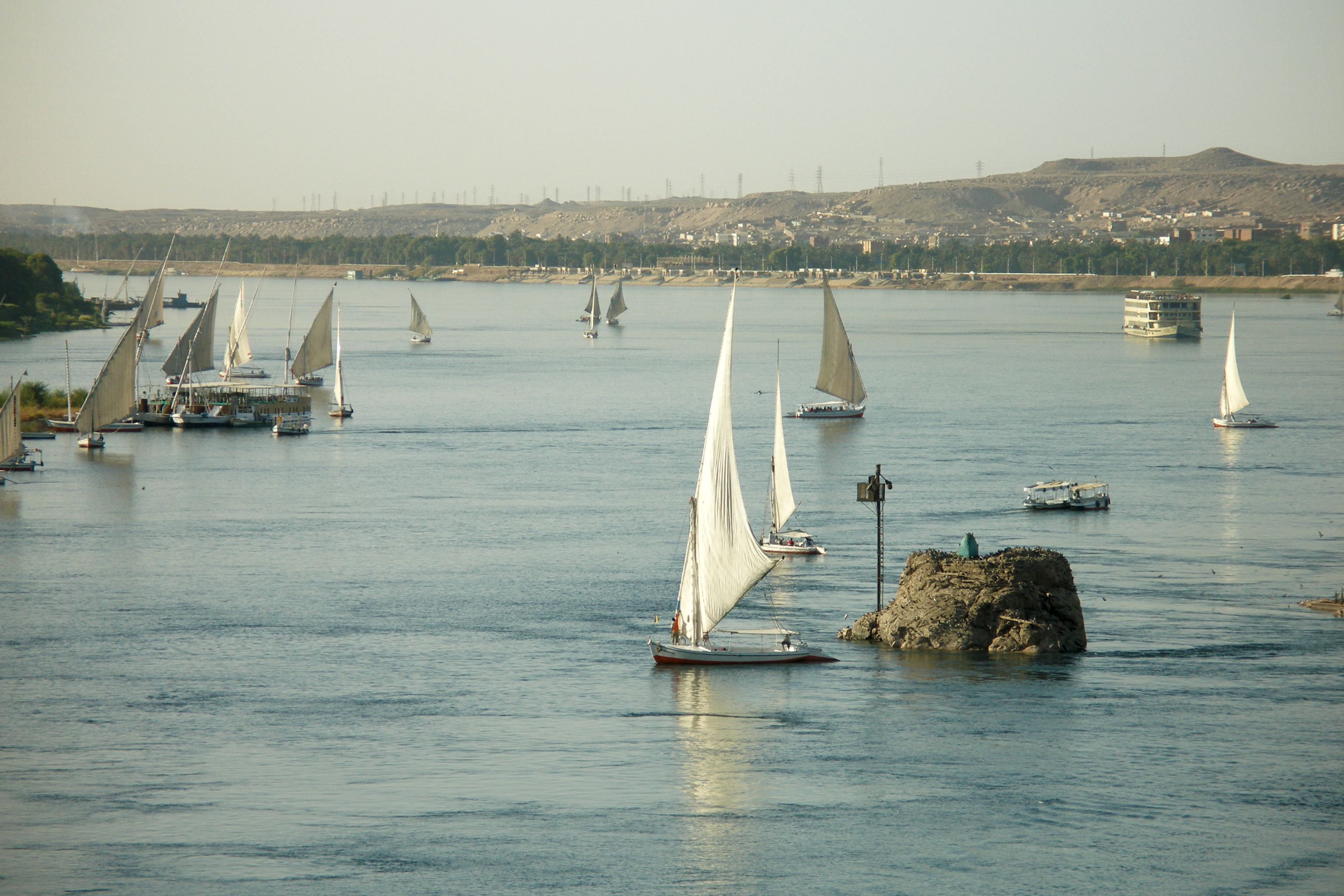
Фелюки на реке Нил
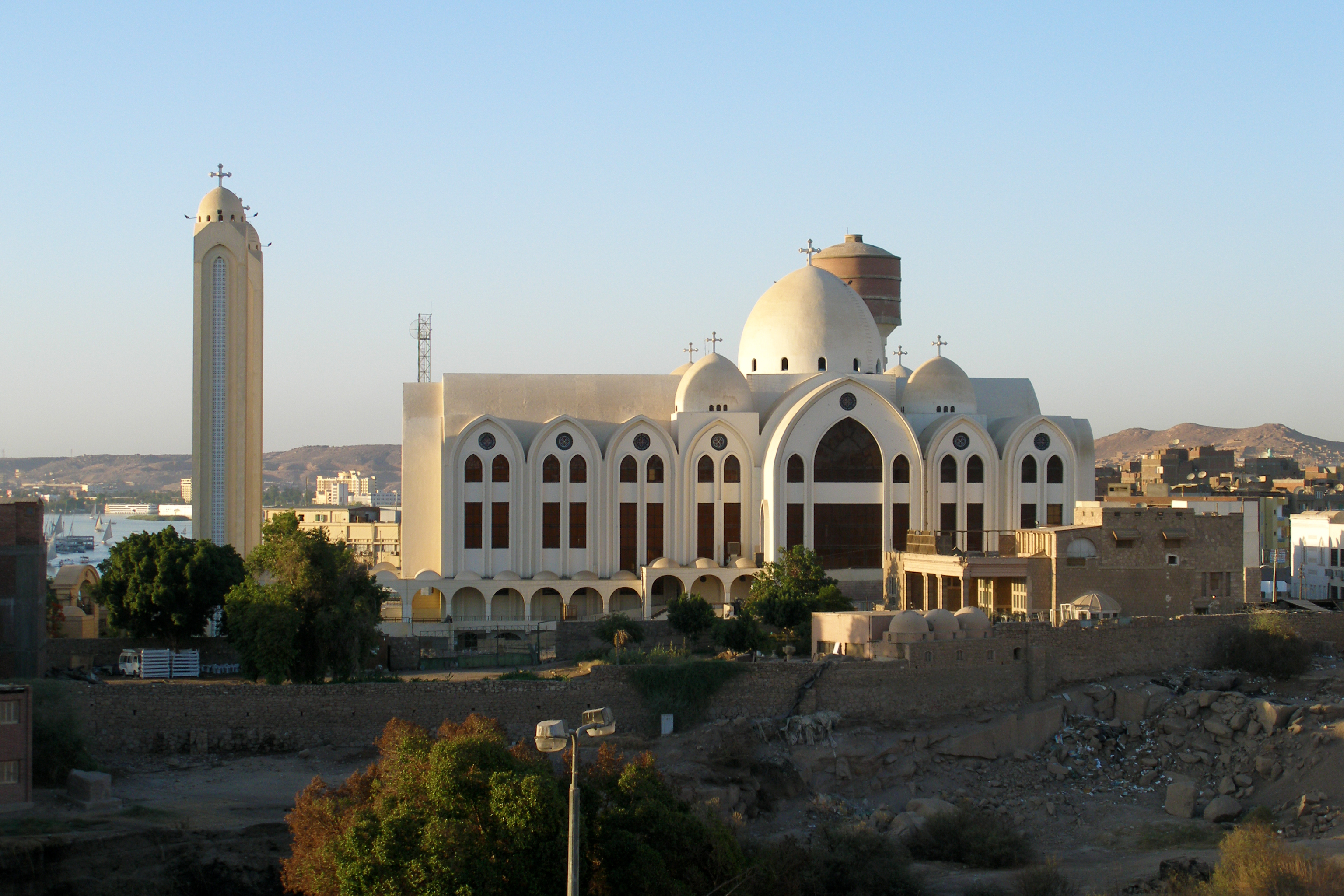
Кафедральный собор Архангела Михаила
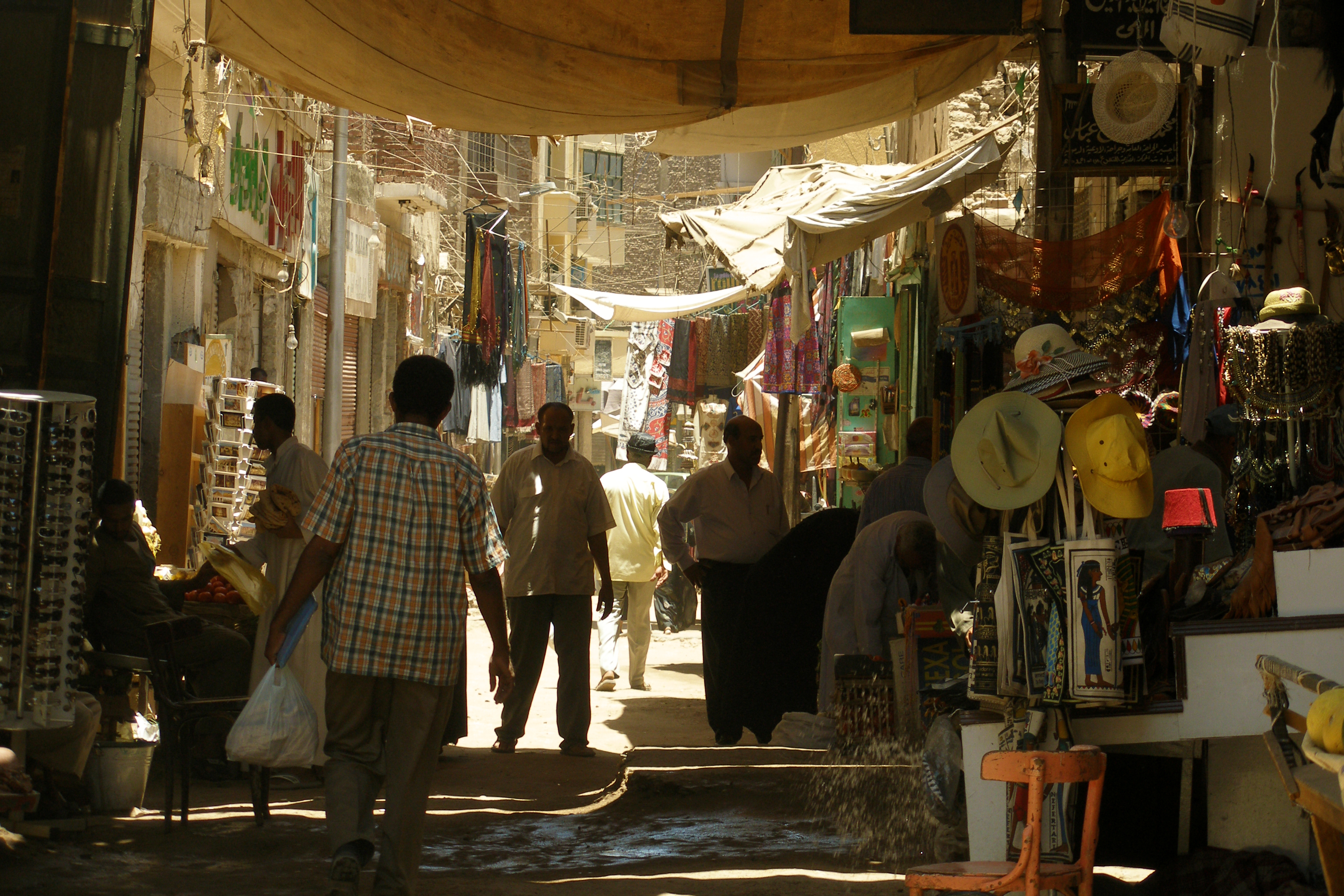
Рынок в центре города
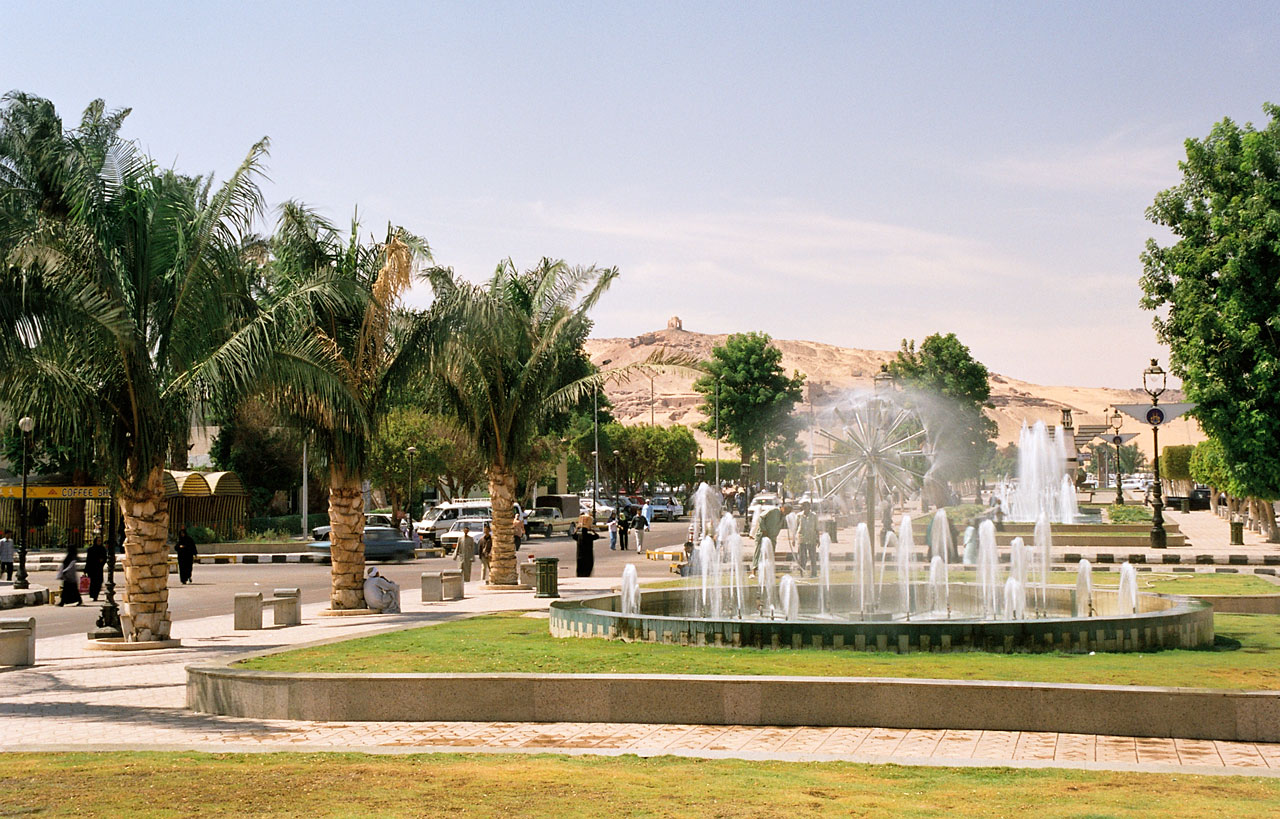
Улица, ведущая от вокзала к Нилу
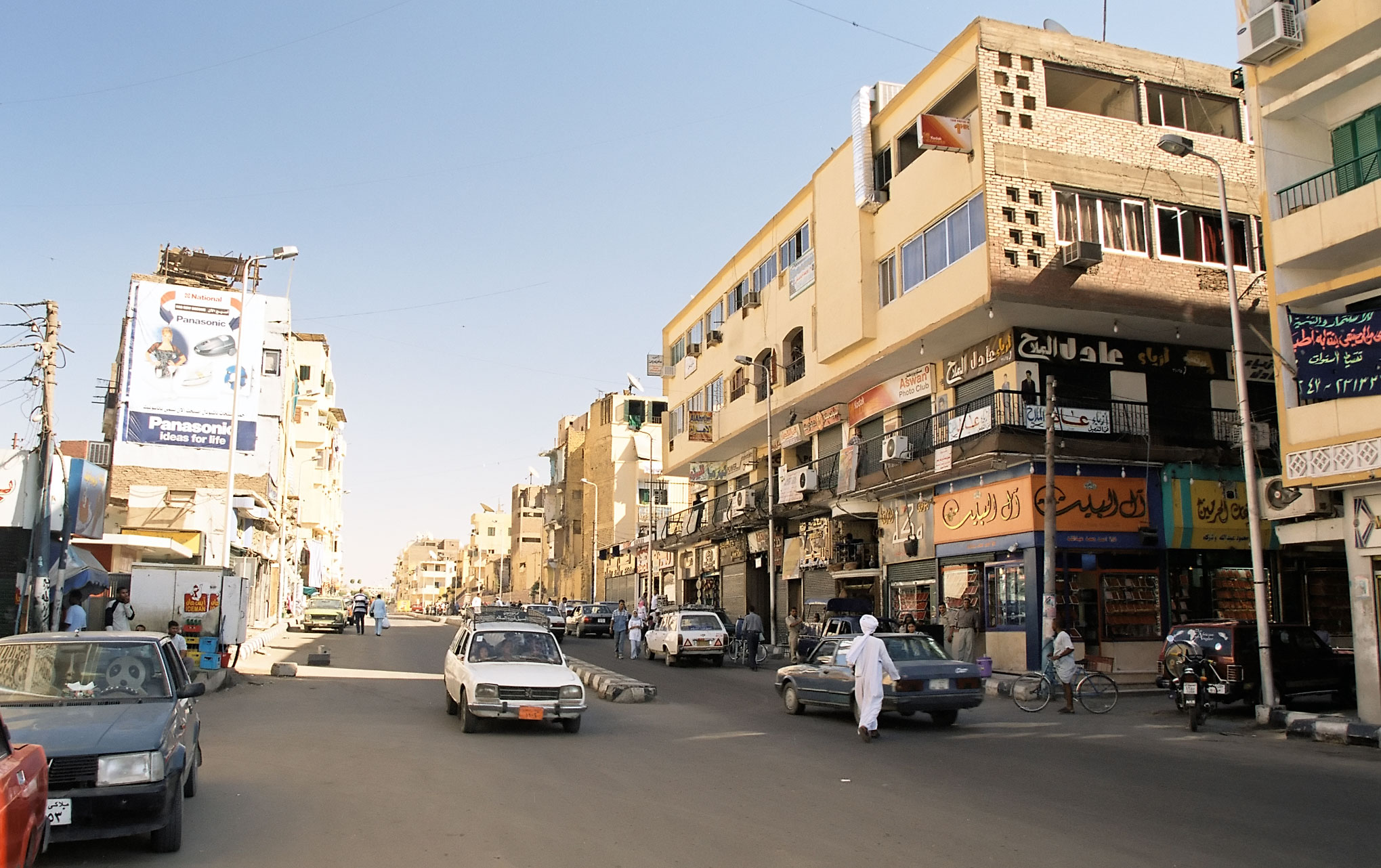
Улица, параллельная набережной
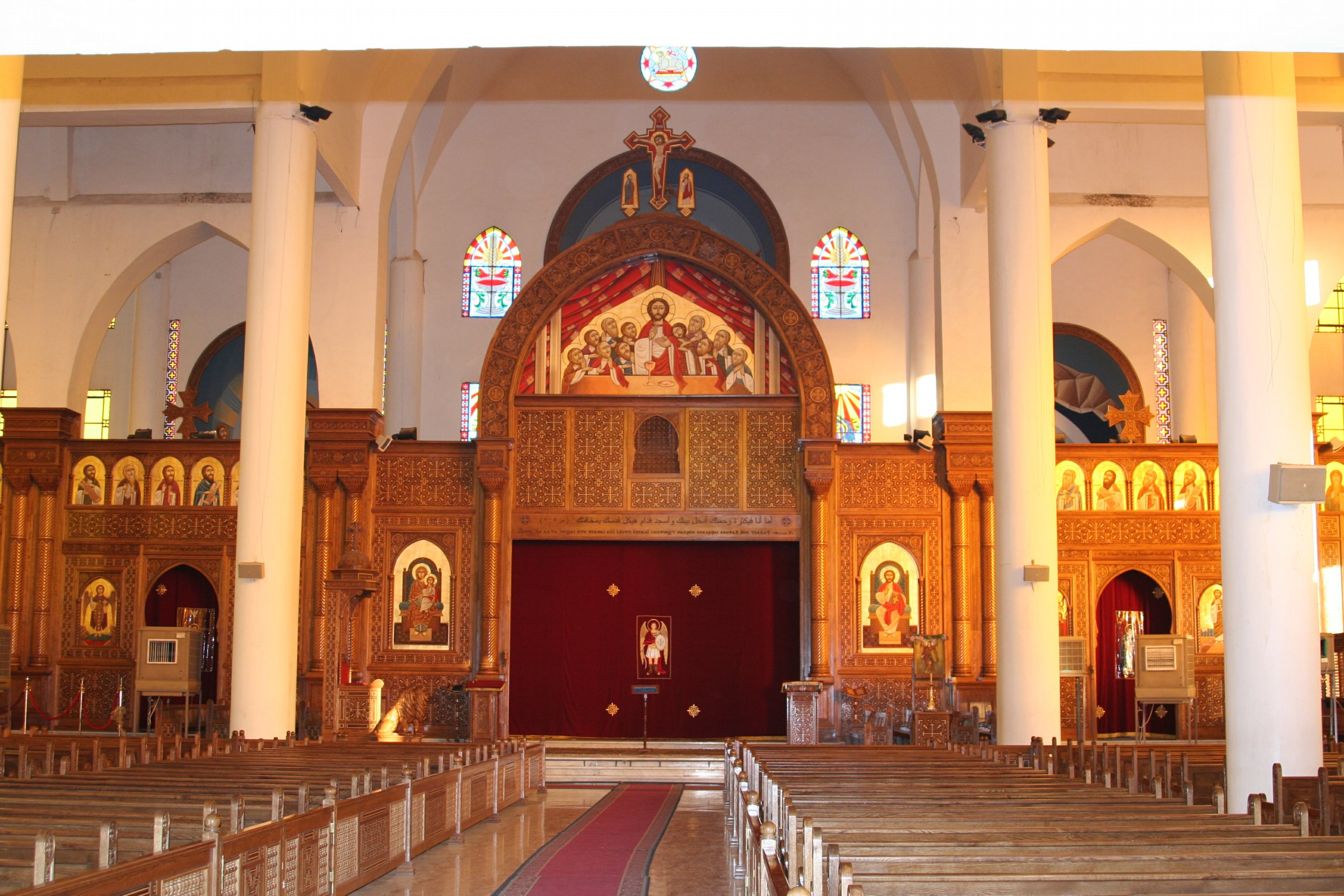
Коптский православный собор Архангела Михаила, построенный в коптском стиле
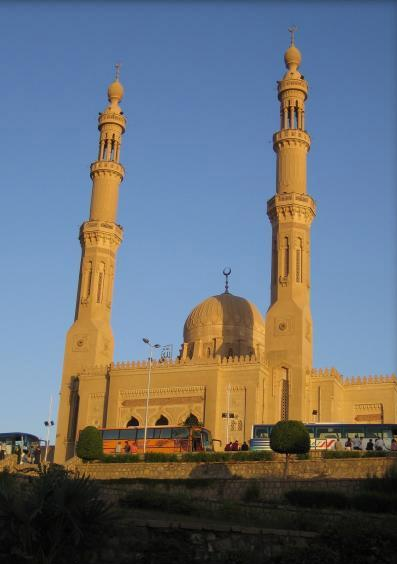
Мечеть Эль-Табия в Асуане
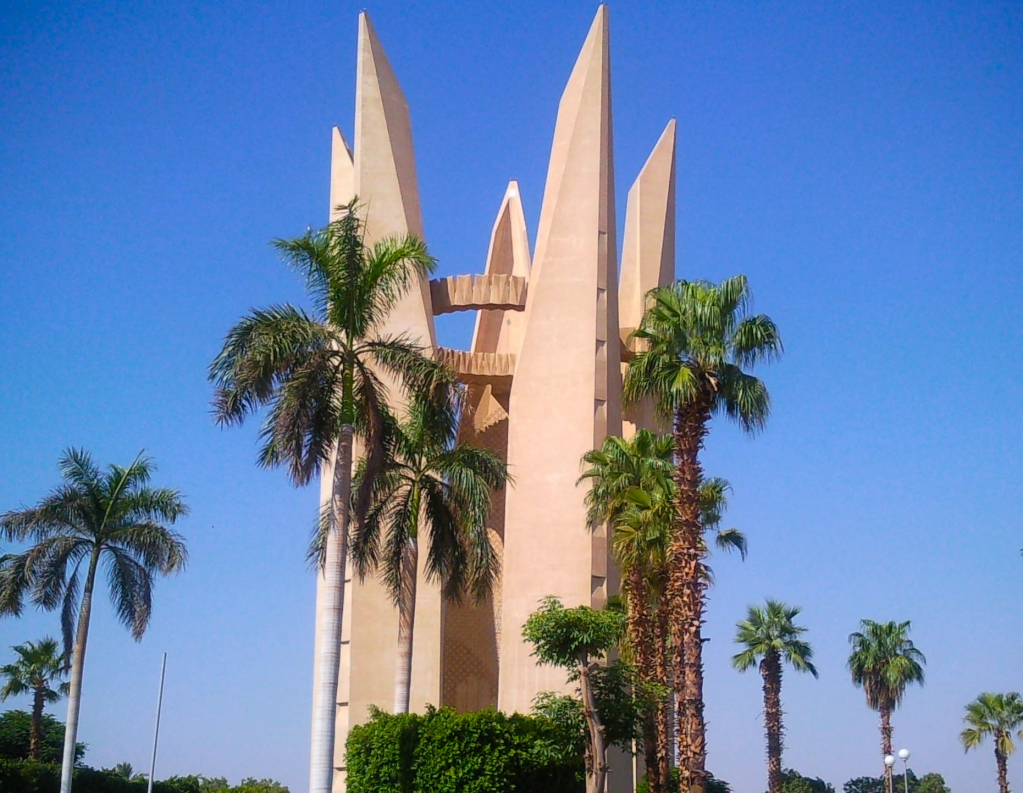
Башня Лотоса близ Асуана
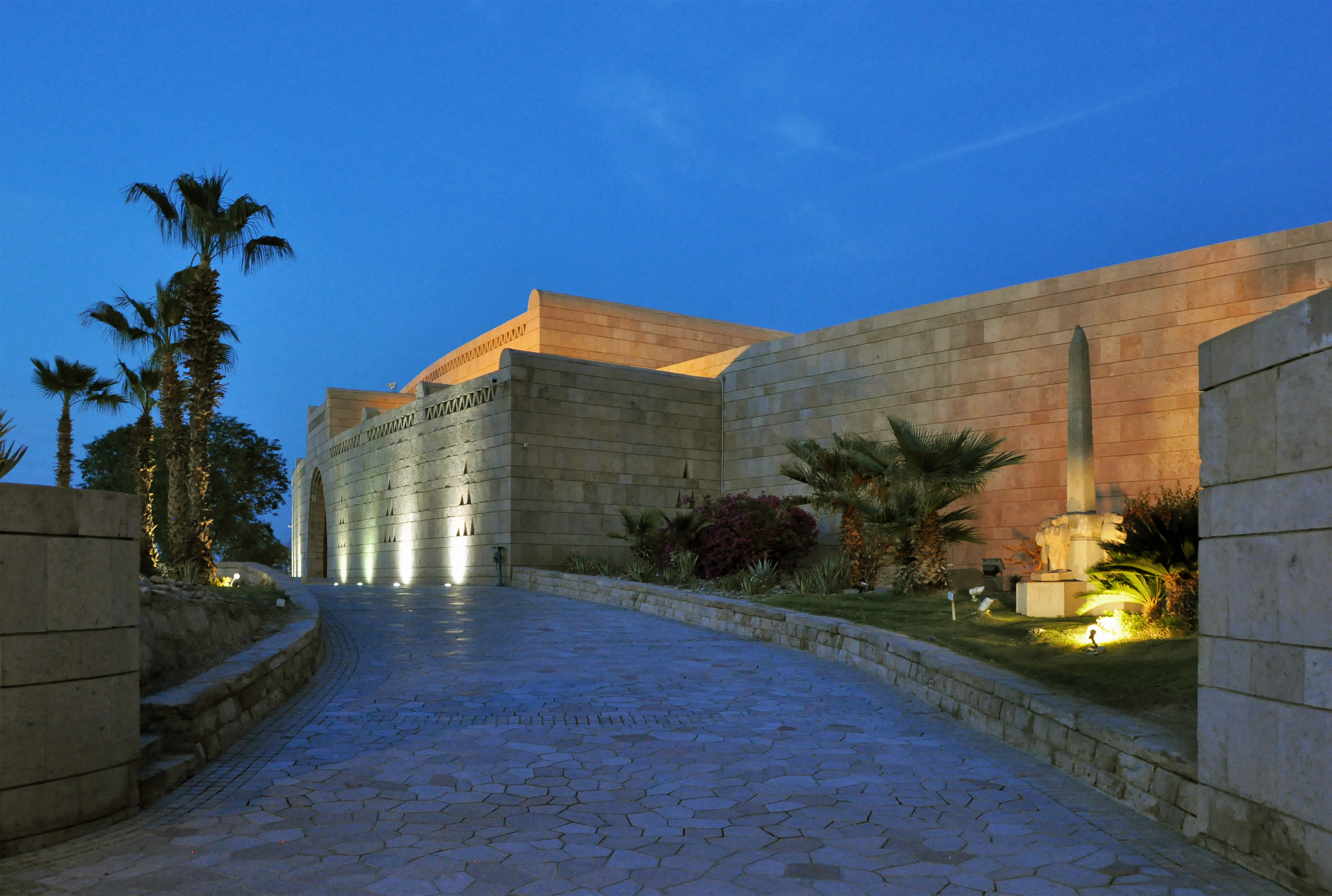
Вход в Нубийский музей
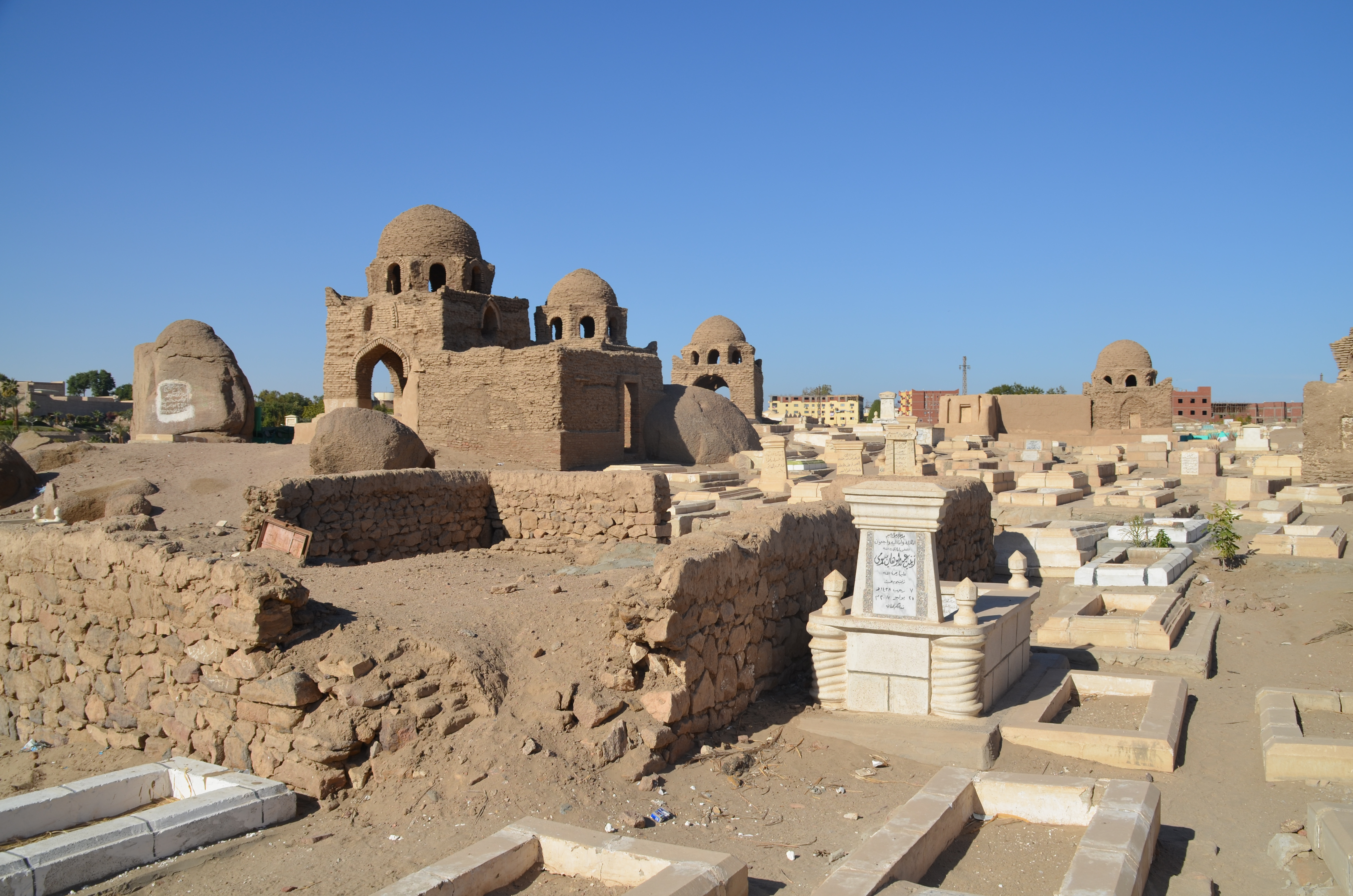
Кладбище Фатимидов
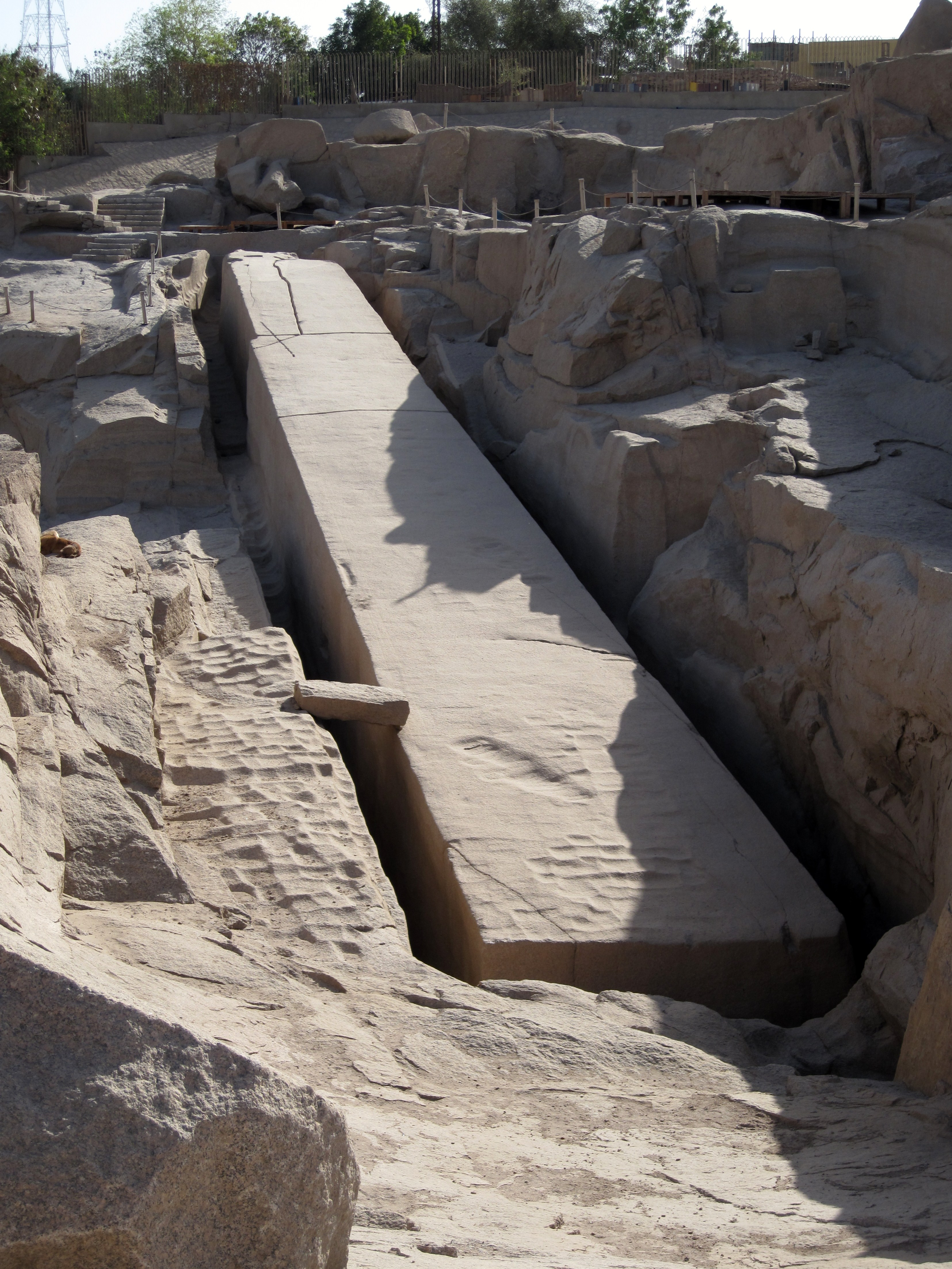
Недостроенный обелиск в Асуане
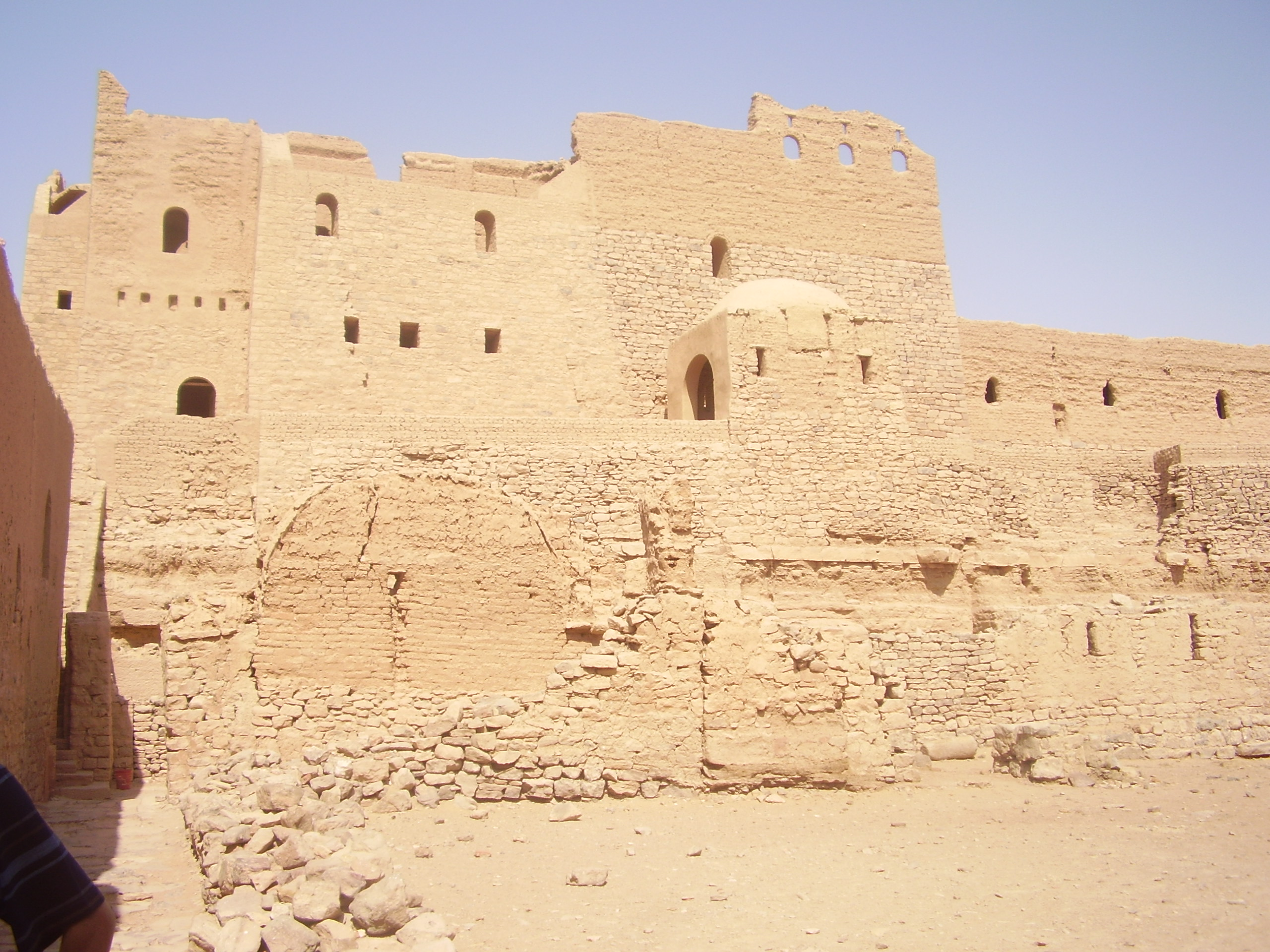
Монастырь Святого Симеона
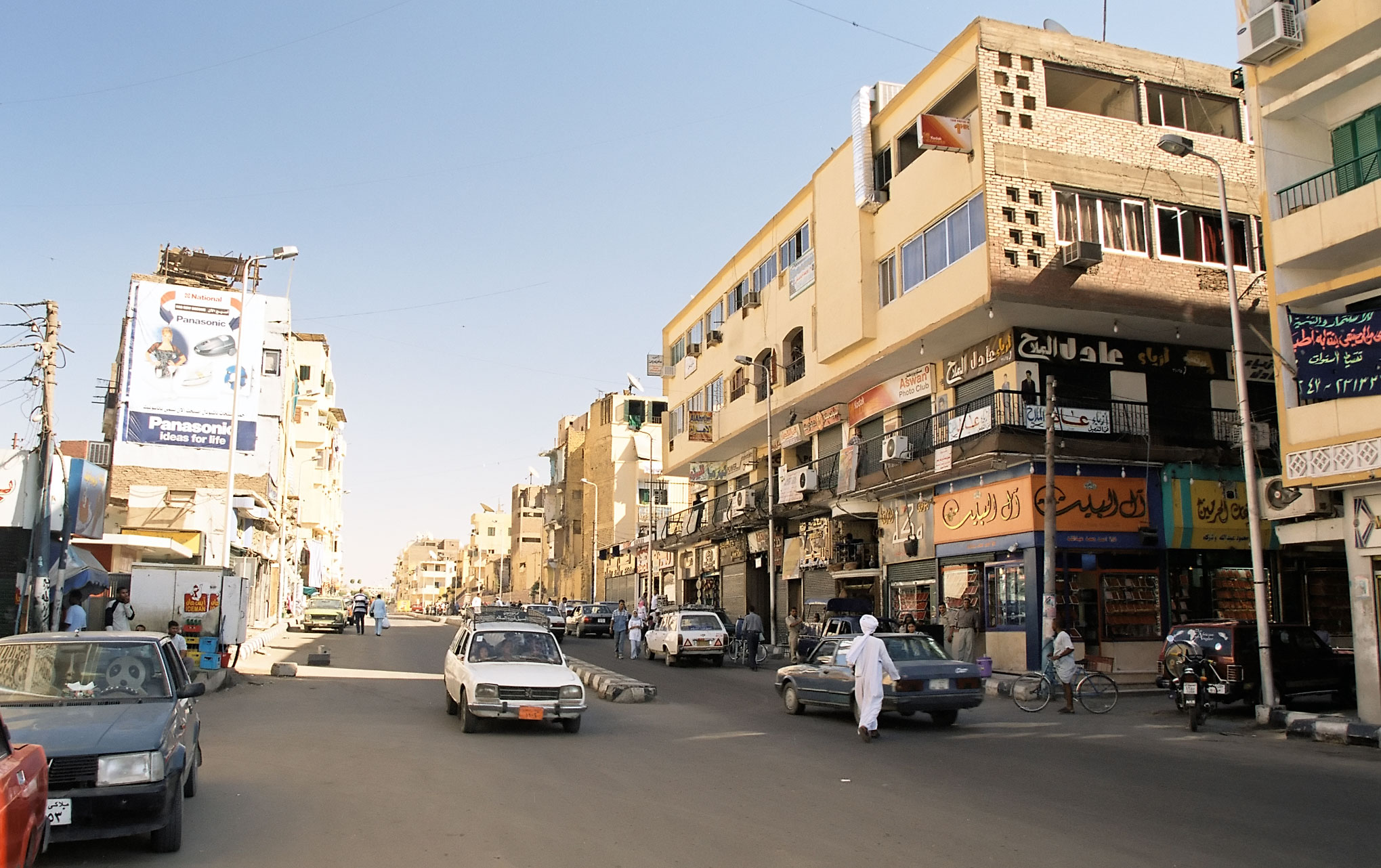
Улица, параллельная Корнишу в Асуане
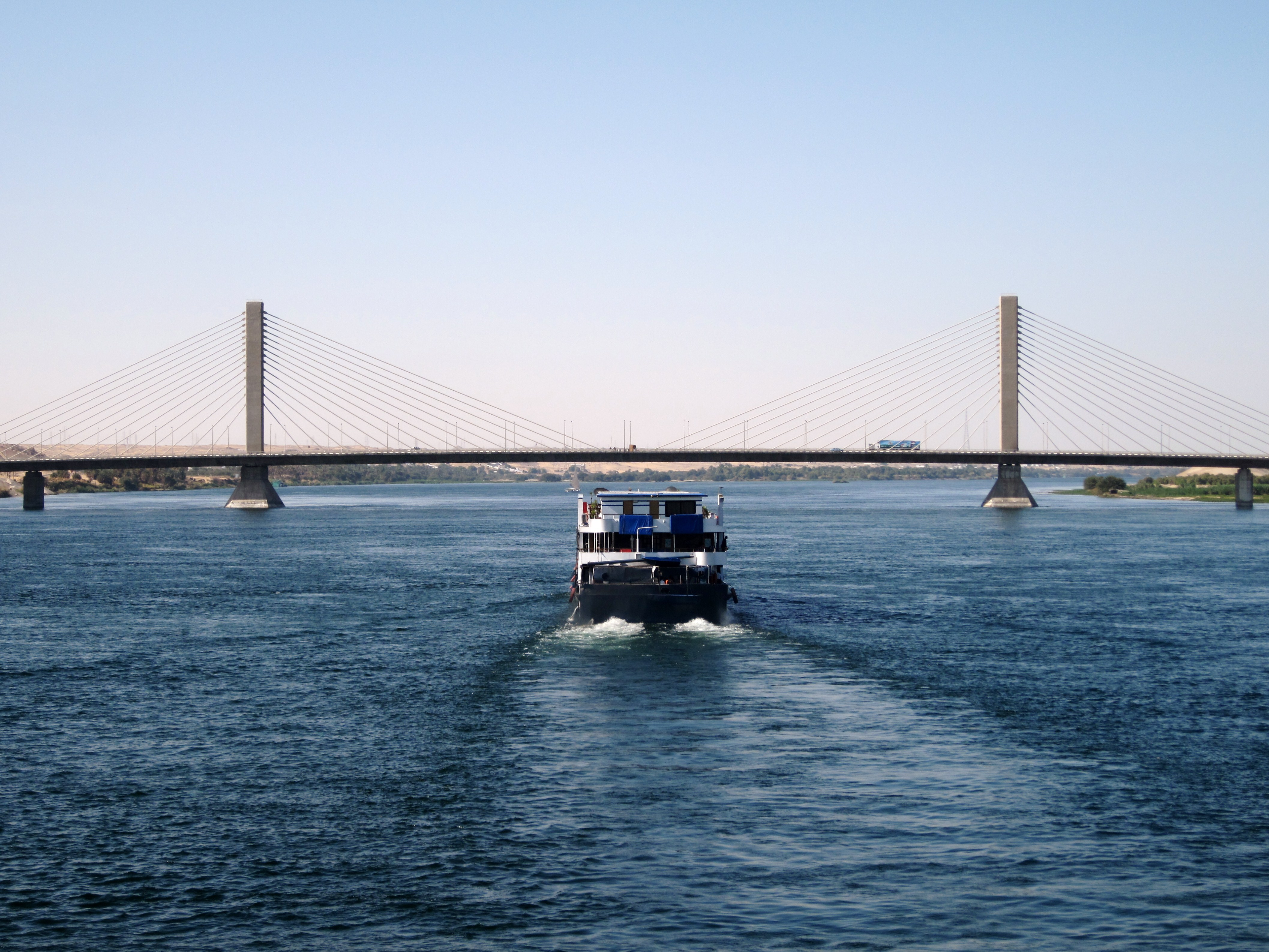
Асуанский мост
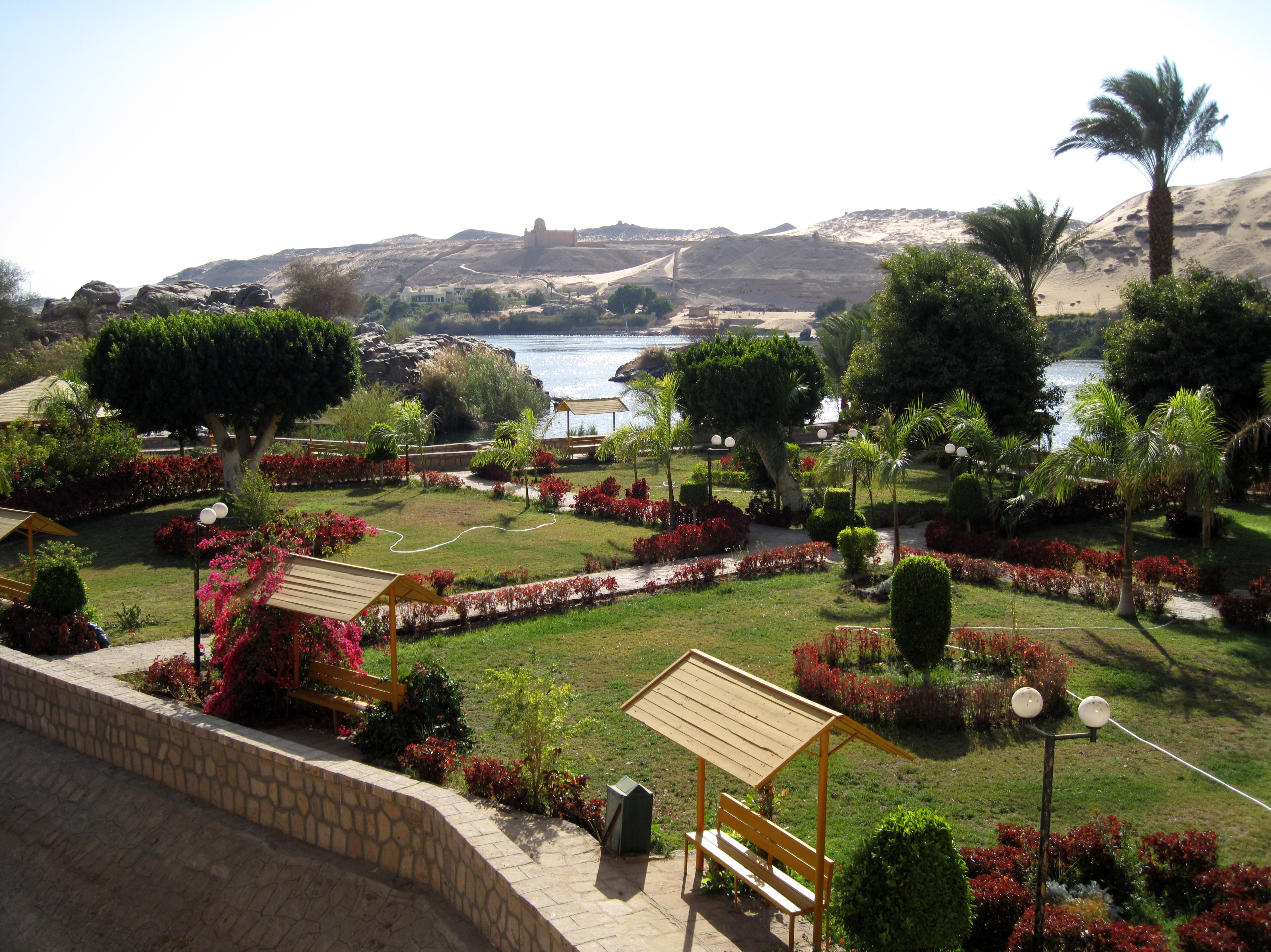
Асуанский ботанический сад
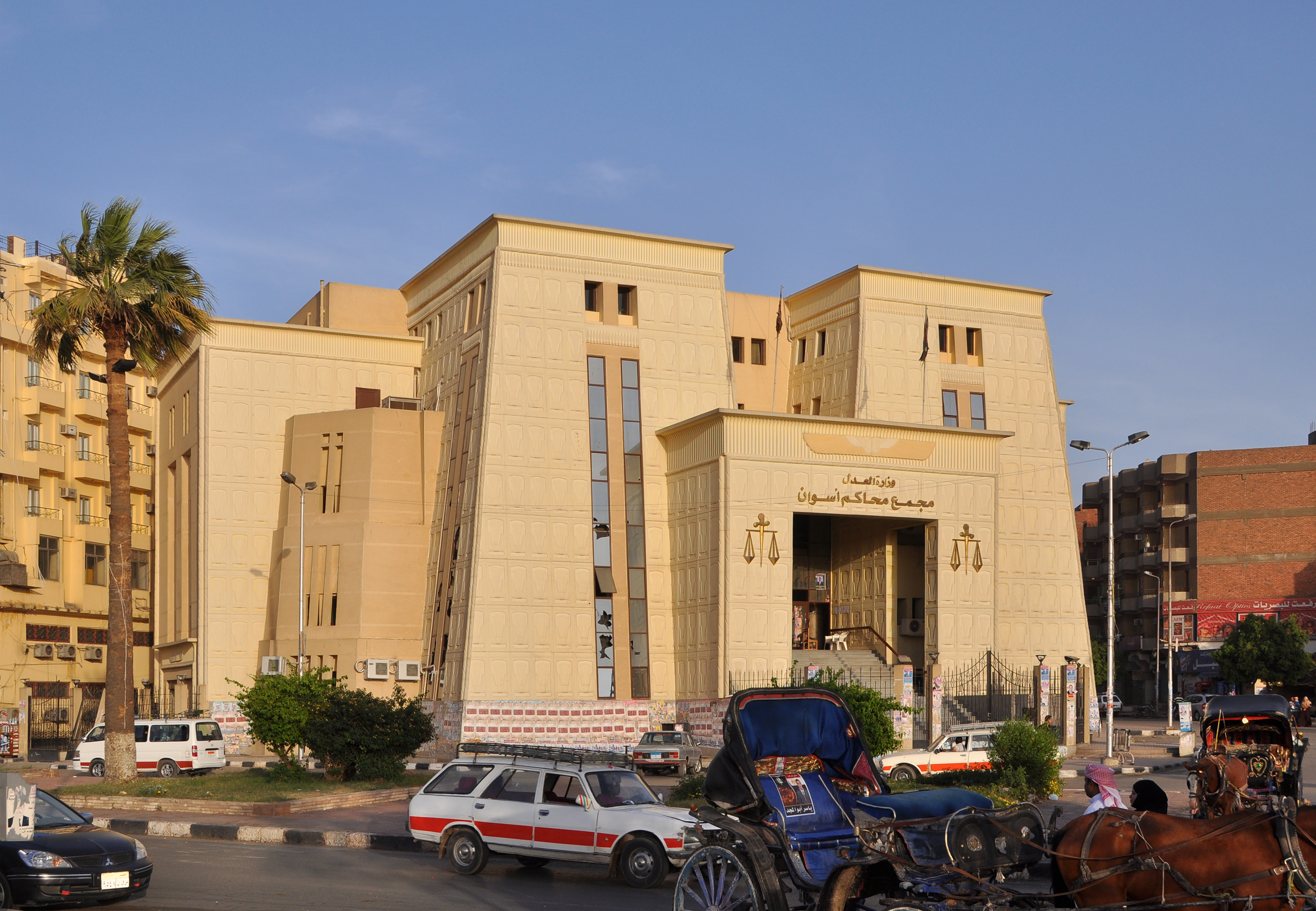
Здание суда в Асуане
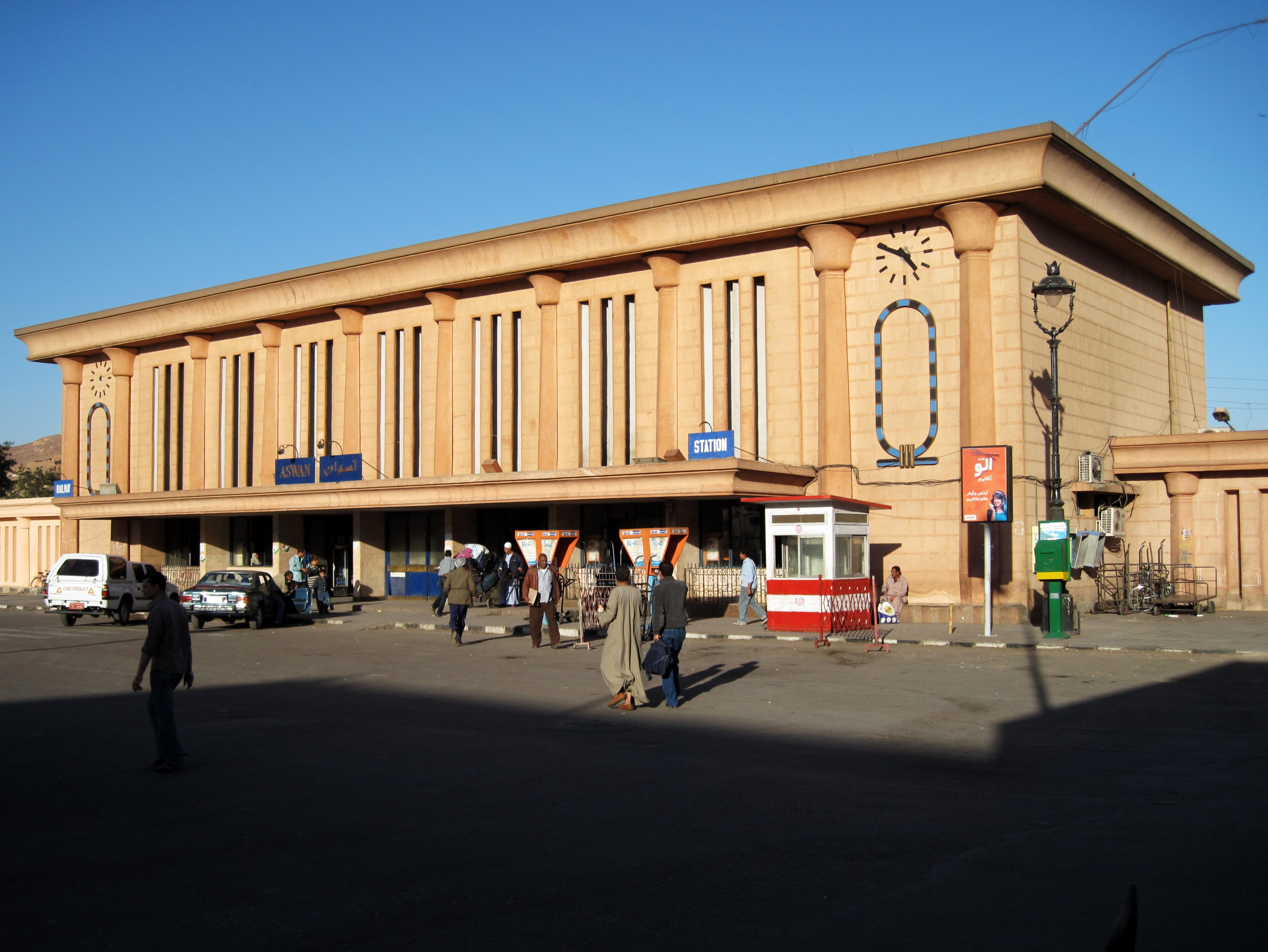
Железнодорожная станция в Асуане
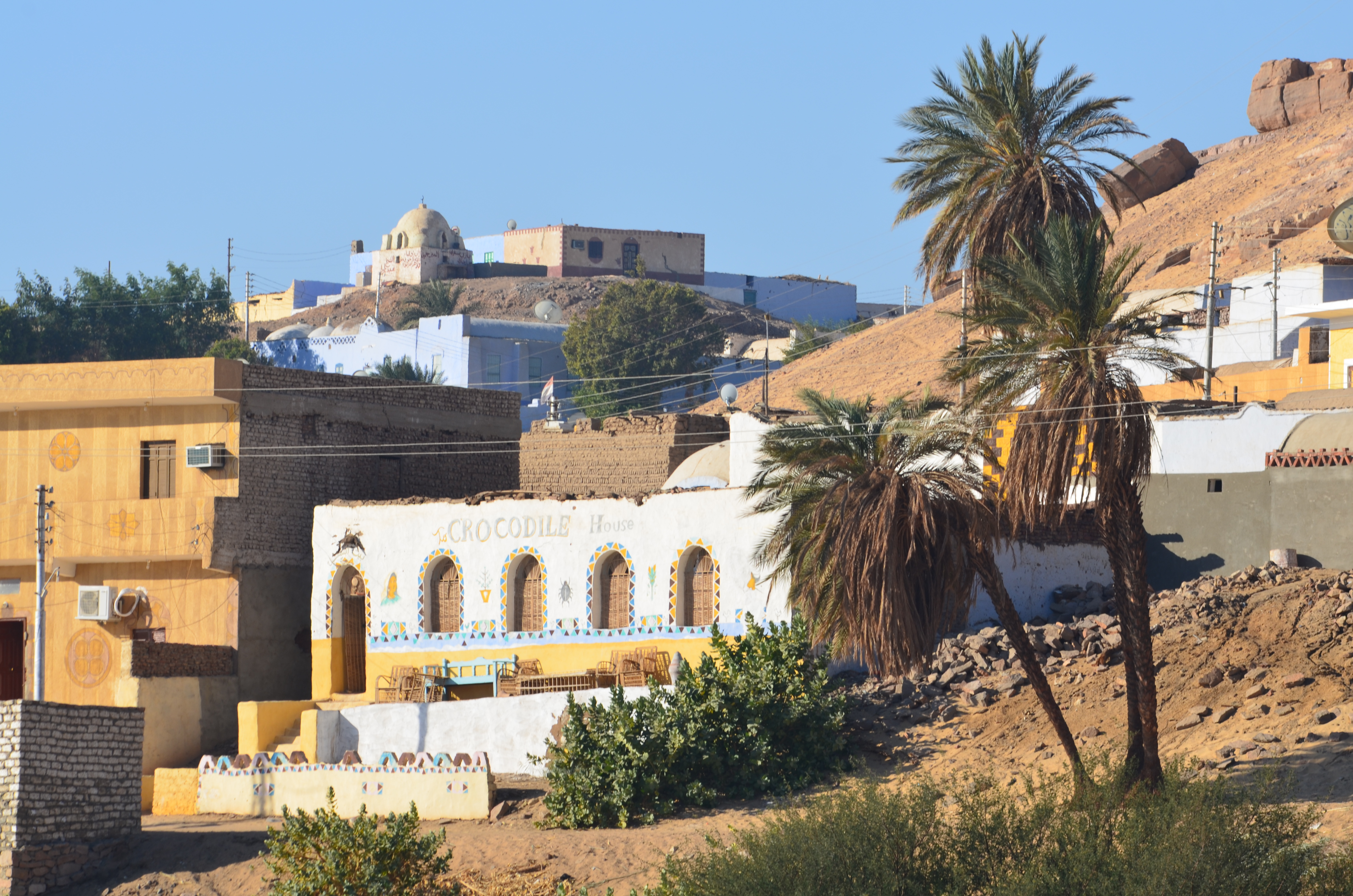
Нубийская деревня Гарб Сехил
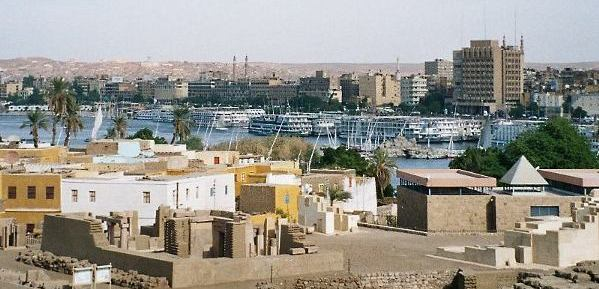
Нубийская деревня на острове Элефантина
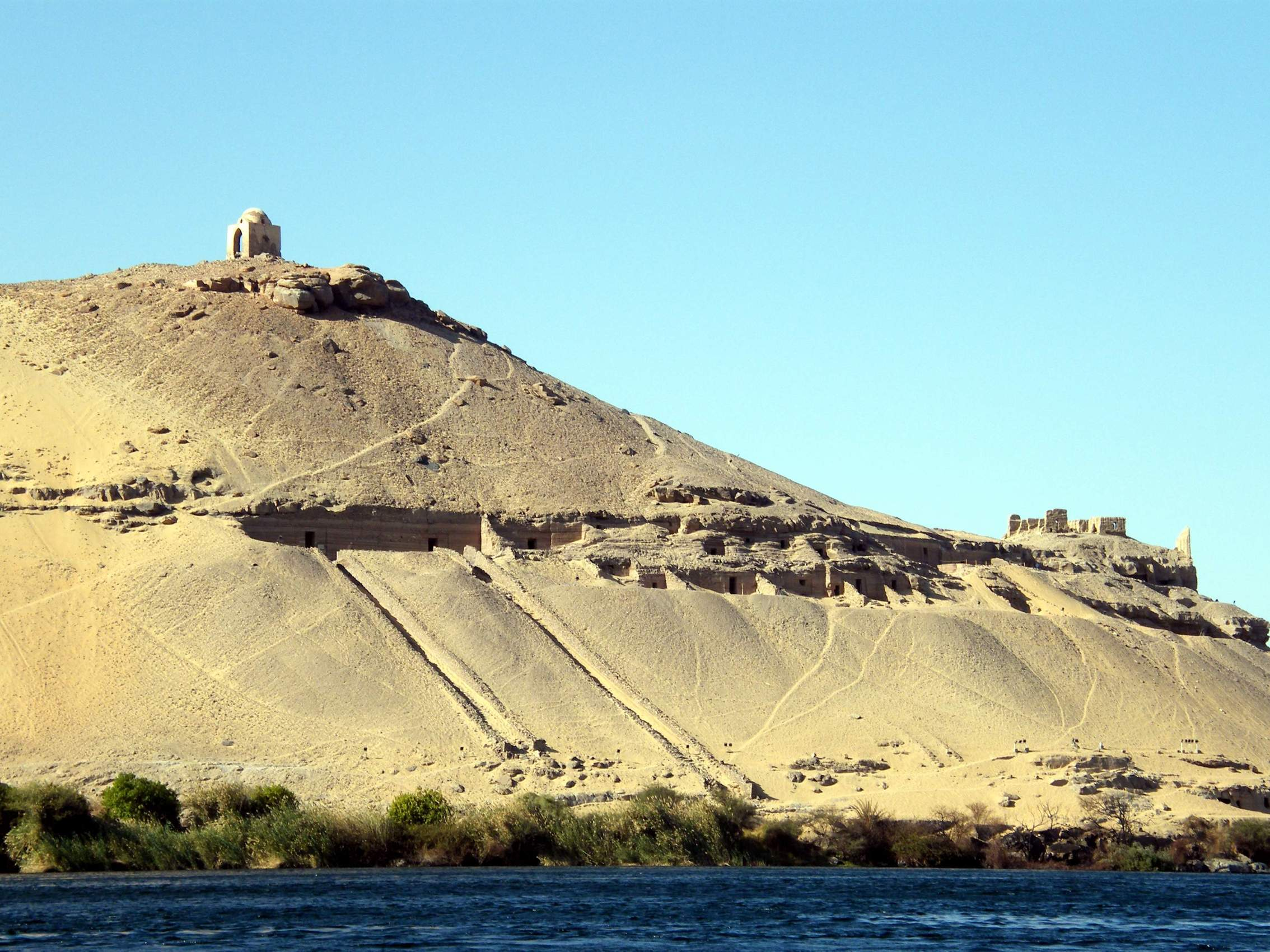
Куббет эль-Хава
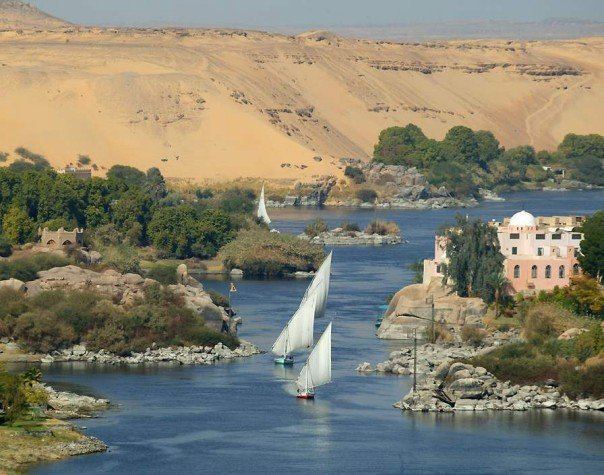
Фелюки в Асуане
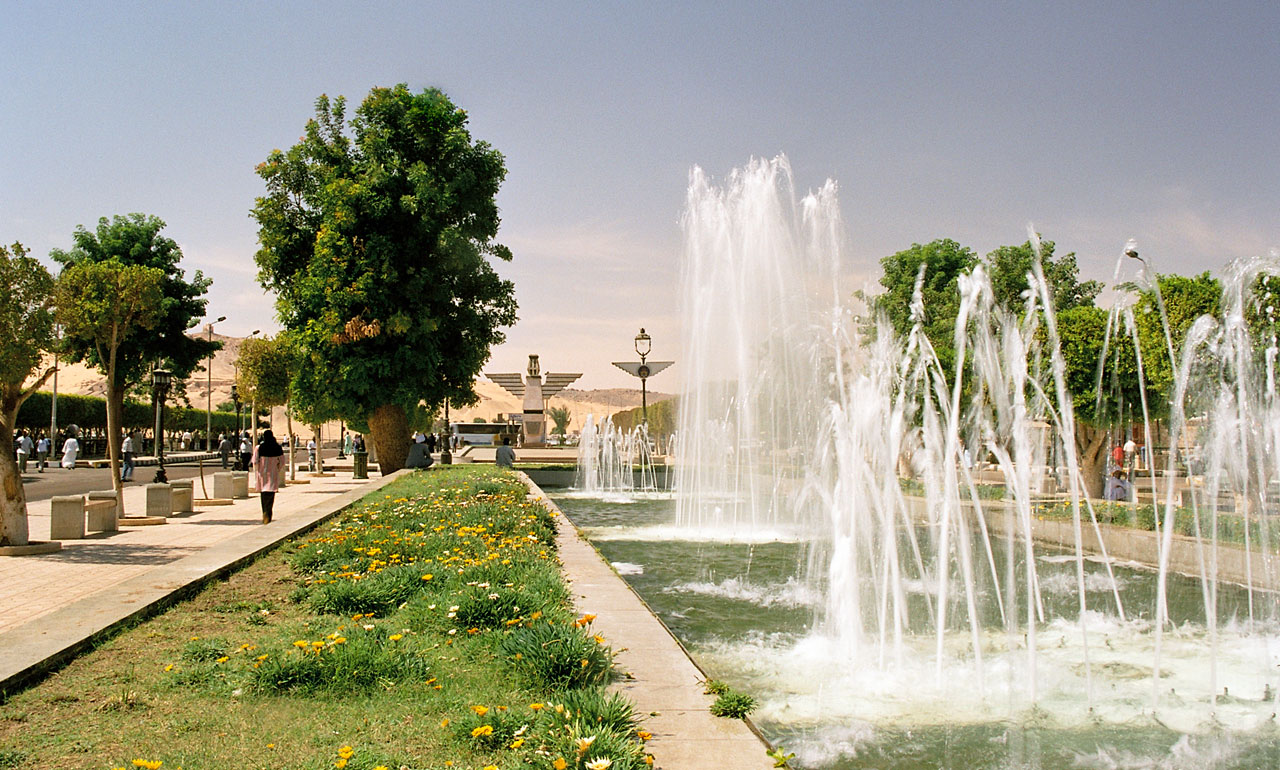
Вид вдоль улицы, соединяющей железнодорожный вокзал и Нил